# Tusten
Tusten es un pueblo ubicado en el condado de Sullivan en el estado estadounidense de Nueva York. En el año 2000 tenía una población de 1,415 habitantes y una densidad poblacional de 11.6 personas por km².

## Geografía
Tusten se encuentra ubicado en las coordenadas 41°35′19″N 74°59′38″O / 41.58861, -74.99389. Según la Oficina del Censo, la ciudad tiene un área total de 126,4 km² (48,8 mi²), de la cual 122,4 km² (47,3 mi²) es tierra y 4 km² (1,5 mi²) (3.18%) es agua.

## Demografía
Según la Oficina del Censo en 2000 los ingresos medios por hogar en la localidad eran de $38,824, y los ingresos medios por familia eran $46,250. Los hombres tenían unos ingresos medios de $35,125 frente a los $25,938 para las mujeres. La renta per cápita para la localidad era de $19,413. Alrededor del 9.2% de la población estaban por debajo del umbral de pobreza.